# Сякна
Сякна (ест. Säkna) — село в Естонії, входить до складу волості Моосте, повіту Пилвамаа.